# Jansenella
Genre
Jansenella est un genre de plantes monocotylédones de la famille des Poaceae, sous-famille des Panicoideae, originaire des régions tropicales d'Afrique, qui comprend deux espèces.
Le nom générique « Jansenella » est un hommage au botaniste et agrostologue néerlandais,  Pieter Jansen (1882–1955), avec le suffixe -ella.

## Liste d'espèces
Selon World Checklist of Selected Plant Families (WCSP) (24 juillet 2017) :
- Jansenella griffithiana (C.Muell.) Bor (1955)
- Jansenella neglecta S.R.Yadav, Chivalkar & Gosavi (2010)